# 11542 Solikamsk
11542 Solikamsk è un asteroide della fascia principale. Scoperto nel 1992, presenta un'orbita caratterizzata da un semiasse maggiore pari a 3,9534499 UA e da un'eccentricità di 0,2412818, inclinata di 6,87608° rispetto all'eclittica.